# Bazincourt-sur-Epte
Bazincourt-sur-Epte – miejscowość i gmina we Francji, w regionie Normandia, w departamencie Eure.
Według danych na rok 1990 gminę zamieszkiwało 496 osób, a gęstość zaludnienia wynosiła 45 osób/km² (wśród 1421 gmin Górnej Normandii Bazincourt-sur-Epte plasuje się na 455. miejscu pod względem liczby ludności, natomiast pod względem powierzchni na miejscu 293.).